# Amt
Amt har under historien betecknat olika typer av civila förvaltningsområden i Skandinavien och Tyskland.  Idag används benämningen amt huvudsakligen i tysktalande länder.

## Danmark och Norge
Ett amt är en äldre benämning på ett civilt förvaltningsområde i Danmark. Historiskt var det även den administrativa indelningen i Danmark-Norge samt i Norge (Norges amt) från 1662 fram till 1918 när det ersattes av fylke. 
De tretton danska amten ersattes 1 januari 2007 med fem regioner: Region Nordjylland, Region Midtjylland, Region Syddanmark, Region Sjælland och Region Hovedstaden.

## Tyskland
Idag används benämningen Amt på ett administrativt område huvudsakligen i Tyskland, där det förekommer i förbundsländerna Schleswig-Holstein, Mecklenburg-Vorpommern och Brandenburg. Ett Amt i Tyskland betecknar en sammanslutning av flera kommuner (motsvarande ett svenskt kommunalförbund), som behållit sin ställning som egna kommuner, men överlämnat administrationen till amtet. Samarbete eller mer omfattande samgående mellan kommuner regleras olika i de individuella förbundsländerna i Tyskland. En amtsfri kommun (amtsfreie Gemeinde) betecknar därmed en stad eller ort som i egenskap av självständig kommun inte ingår i ett amt men som ingår i en Landkreis eller motsvarande (jämför Kretsfri stad).